# Órbita terrestre média
Uma órbita terrestre média (MEO), do inglês Medium Earth orbit), também conhecida como Intermediate Circular Orbit (ICO) é a região do
espaço ao redor da Terra acima da altitude da órbita baixa (2 000 km) e abaixo da altitude da órbita geoestacionária (35 786 km).

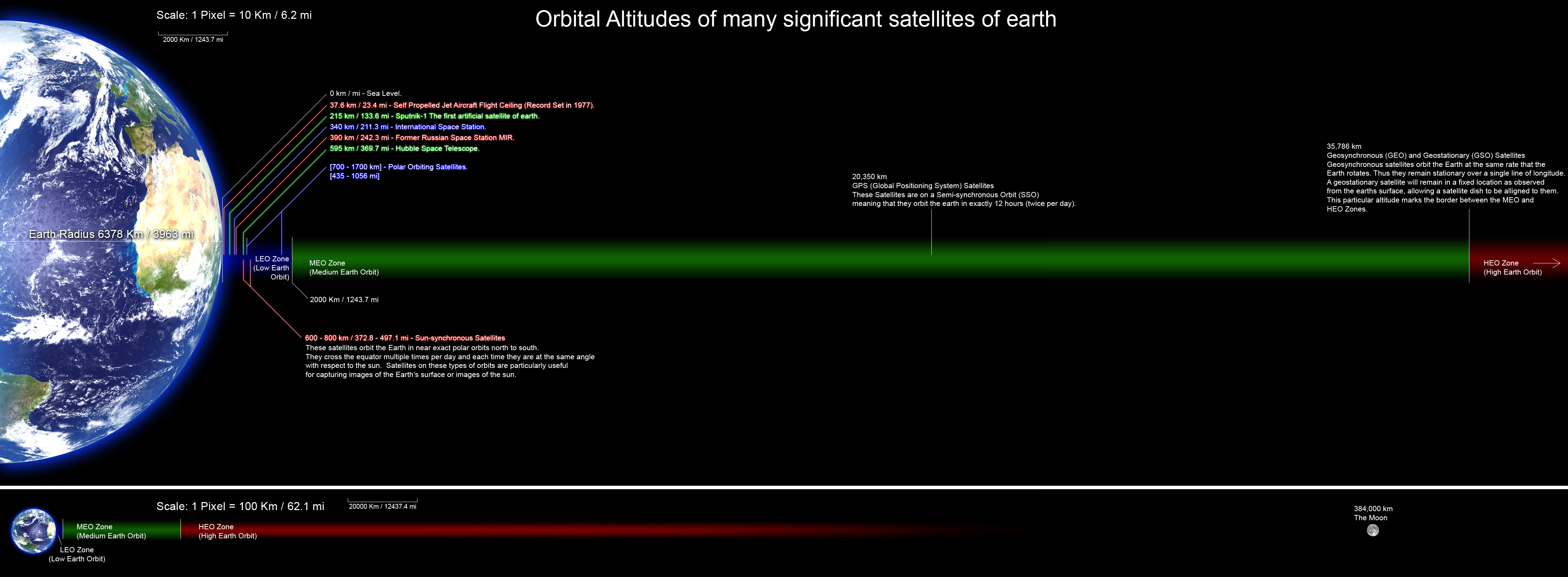
Diagrama em escala das órbitas terrestres: baixa, média e alta.

Os usos mais comuns de satélites, são nas áreas de navegação, comunicação e ciências geodésicas.
A altitude mais comum nessas atividades é de 20 200 km, com um período orbital de 12 horas, como usado por exemplo, pelos satélites do
sistema de posicionamento global (GPS).
Outros satélites que ficam localizados na MEO, incluem: os do sistema GLONASS (a 19 100 km de altitude) e do sistema Galileo (a 23 222 km). Satélites de
comunicação que cobrem os polos Norte e Sul, também são colocados em Órbita Terrestre Média (MEO).
O período orbital dos satélites localizados na MEO, variam de 2 a 24 horas.
O satélite experimental Telstar 1, lançado em 1962, foi um dos primeiros colocados em órbita MEO.